# La Real Casina di Quisisana (Johan Christian Dahl)
La Real Casina di Quisisana è un dipinto olio su tela di Johan Christian Dahl, realizzato nel 1820 e conservato all'interno del Museo nazionale di Capodimonte, a Napoli.

## Storia e descrizione
L'opera è stata commissionata al pittore norvegese Johan Christian Dahl dal principe Christian Frederik, futuro Cristiano VIII, re di Danimarca, in memoria del suo soggiorno a Napoli nel 1820 e donata al re Ferdinando I delle Due Sicilie in segno di gratitudine per la sua ospitalità. La tela è esposta nella sala 57 del Museo nazionale di Capodimonte, nella zona dell'Appartamento Reale della reggia di Capodimonte.
Il dipinto ritrae, dalla torre di una chiesa, in primo piano il principe, la moglie Carolina Amalia ed il loro seguito riposarsi nei pressi di un belvedere che si affaccia sulla reggia di Quisisana, nei pressi dell'abitato omonimo, a Castellammare di Stabia, dove hanno soggiornato durante il loro viaggio, e sui boschi e suoi monti, in particolare il monte Faito, che la circondano, formando così una sorta di cornice naturale.